# Karash doble

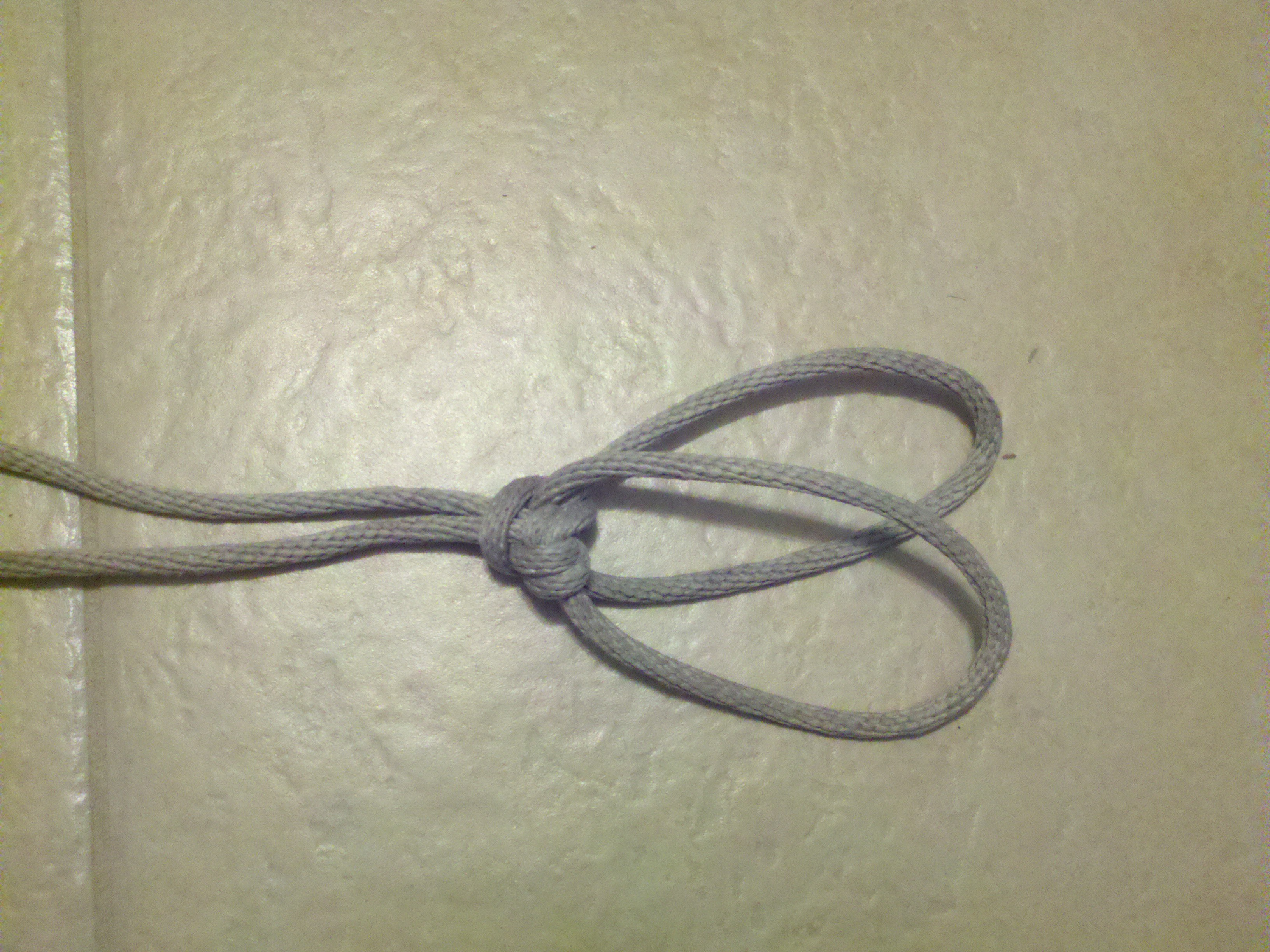
Nudo Karash doble lazo.

El nudo Karash doble lazo es un tipo de nudo que se caracteriza por formar dos bucles. Este nudo en particular ha sido reconocido como una variante del conocido nudo Bowline en una ensenada, según el Gremio Internacional de Especialistas en Nudos. También se le conoce como nudo as de guía torcida o as de guía en una ensenada. Además, en las referencias francesas se le denomina nœud de fusion y, ocasionalmente, se le llama nudo fusión en inglés.
El nombre Karash de doble bucle fue introducido por Mike Karash, quien reinventó el nudo para crear arneses improvisados para operaciones de rescate y lo popularizó entre los trabajadores de rescate.

## Aplicaciones
El nudo se utiliza para la espeleología vertical mediante la técnica de una sola cuerda, particularmente por los espeleólogos franceses. La Federación Francesa de Espeleología lo anuncia como una alternativa segura al bolina en una ensenada. En comparación con la variante tradicional de los bunnyears de la figura en ocho, sus bucles permanecen abiertos bajo carga, lo que permite enganchar y soltar los mosquetones en los bucles más fácilmente.
El nudo también es popular para crear un arnés improvisado en operaciones de rescate. Los dos bucles se utilizan como perneras para sentarse. El nudo se puede mejorar aún más añadiendo dos aspas alrededor del cuerpo de una persona para crear un arnés de tres puntos.

## Técnica
El método tradicional de hacer este nudo comienza con un bucle inverso (como el bolina esquimal), luego se envuelve alrededor del extremo vertical (también conocido como el "árbol") y luego se termina el nudo de la misma manera que el BOAB - bolina en una ensenada.

Una forma alternativa, anunciada por la Federación Francesa de Espeleología y Mike Karash, es comenzar con una figura de ocho en una ensenada y luego tirar dos hilos de la cuerda a través de la ensenada.

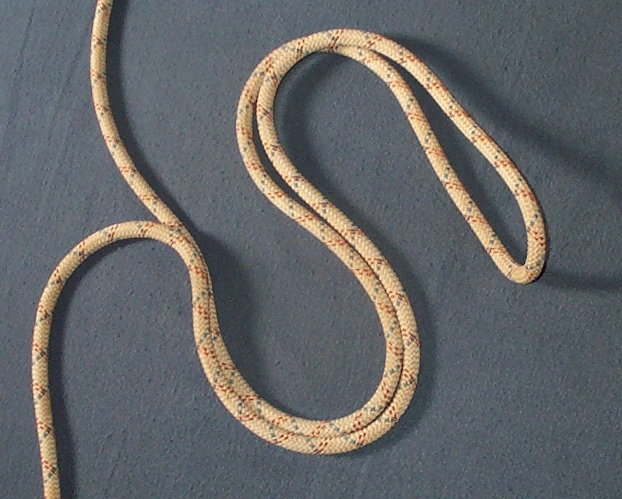
Comience con un tramo de cuerda.
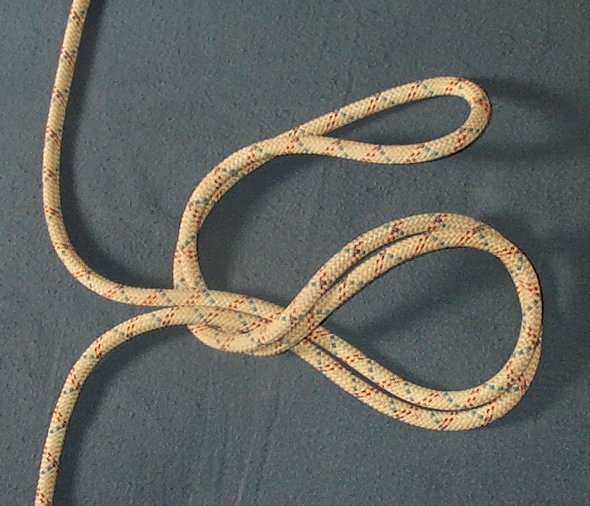
Comí una figura de ocho en la ensenada.
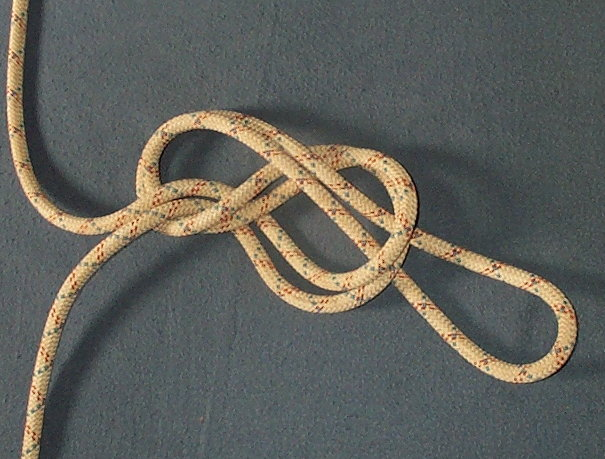
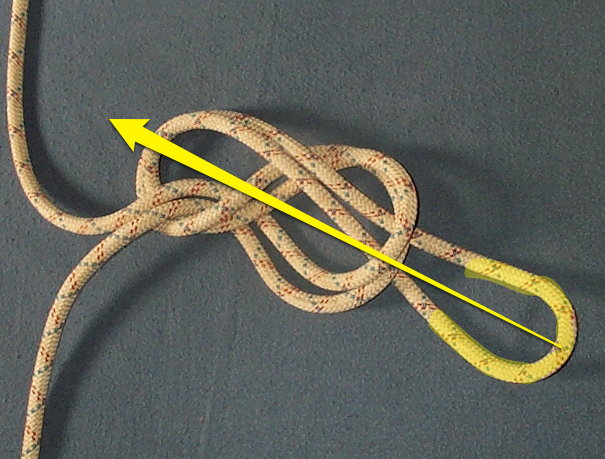
Pasar el lazo del ocho por todo el nudo.
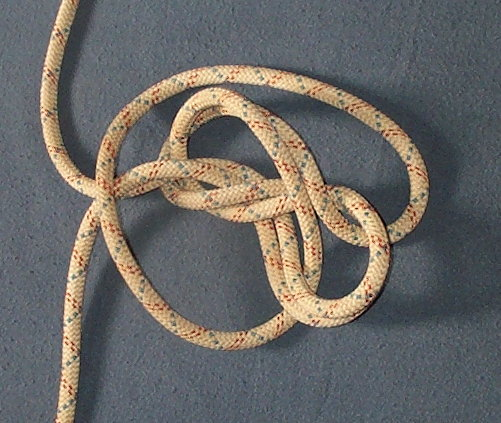
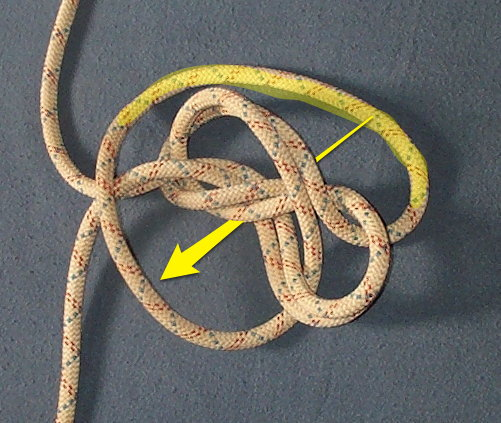
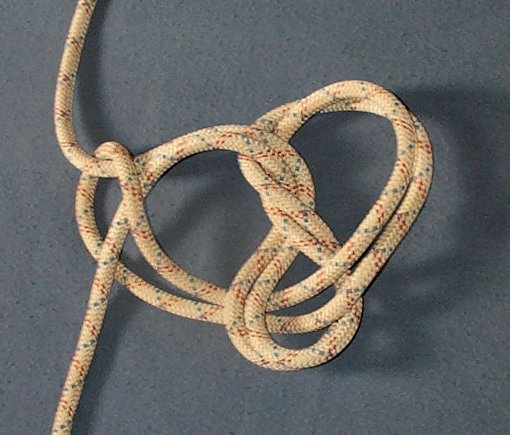
Junta los dos hilos de cuerda
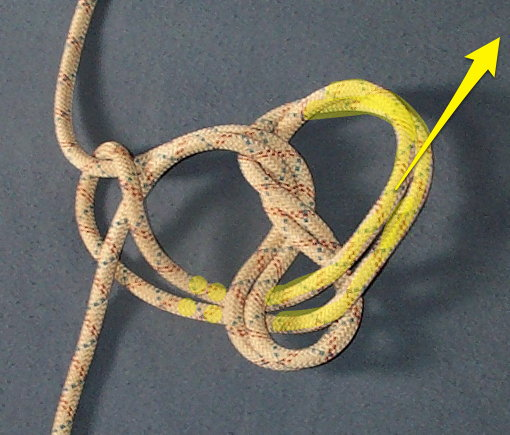
Tire hacia atrás los dos hilos de cuerda más cercanos al bucle dentro del nudo.
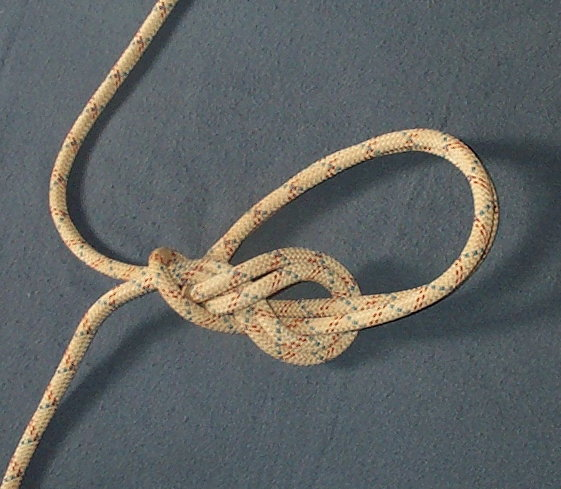
Estos dos forman los dos últimos bucles del nudo.
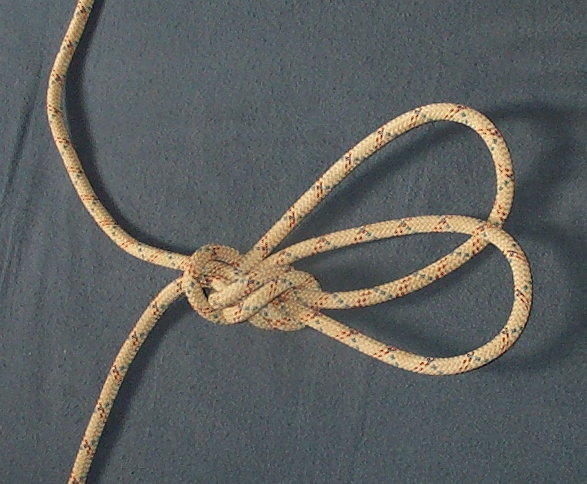
Apretar y vestir el nudo